# Veljko Milatović
Veljko Milatović (in cirillico: Вељко Милатовић?; Nikšić, 5 dicembre 1921 – Castelnuovo, 19 ottobre 2004) è stato un politico montenegrino, Presidente della Repubblica Socialista di Montenegro per due mandati non consecutivi, dal 1967 al 1969 e dal 1974 al 1982.

## Biografia
Milatović nacque il 5 dicembre 1921 a Nikšić, nel Regno dei Serbi, Croati e Sloveni (in seguito Regno di Jugoslavia). Prese il cognome Milatović da parte di madre, anziché quello da parte di padre Čakmak. Ciò era dovuto al fatto che il padre di Veljko (che si trasferì nel villaggio di Vinići vicino a Danilovgrad dopo essersi sposato) prese il cognome della moglie per motivi estetici.
Nel 1941, quando le forze dell'Asse invasero il suo paese, il ventenne Veljko si unì ai partigiani comunisti durante la lotta antifascista. Fu incaricato di combattere e sradicare i collaborazionisti nazisti nella guerra civile. Fu un feroce oppositore dei cetnici. Nel 1947, tese un'imboscata con la sua unità al collaborazionista Krsto Zrnov Popović nel suo nascondiglio e lo uccise.
Nel 1967, fu introdotto nella vita politica principale e venne eletto Presidente dell'Assemblea Popolare della Repubblica Socialista del Montenegro, con significativi cambiamenti strutturali nella leadership montenegrina. Nel 1968, guidò il 25º anniversario del parlamento partigiano montenegrino, a Kolašin. Un ospite speciale della celebrazione fu Jakov Blažević, il Presidente del Parlamento Socialista Croato. Nel discorso, Veljko affermò che il Montenegro "capitolò due volte nella sua storia - nel 1916 e nel 1918", causando una diatriba durante la festa, poiché i parlamentari del tempo di guerra si pronunciarono contro la considerazione dell'unificazione del 1918 con la Serbia come occupazione. Milatović era personalmente a favore all'introduzione della scrittura latina, rispetto al cirillico, come la scrittura dominante in Montenegro. Mantenne la carica fino al 1969.
Veljko Milatović interruppe la stretta collaborazione della televisione nazionale montenegrina con TV Belgrado e stabilì stretti legami con TV Zagabria. Nominò Momir Šljukić per assumere la direzione della nuova stazione televisiva. Una cosa degna di nota è stata la 'croatizzazione' applicata nella gestione televisiva, con spot pubblicitari per il mondo montenegrino originariamente realizzati in Croazia.
Nel 1974 fu nominato Presidente della Repubblica Socialista di Montenegro. Lo stesso anno divenne una delle persone chiave all'interno della Commissione per il Monumento di Njegoš, designata per progettare un Museo per Petar II Petrović-Njegoš che stava per essere costruito al posto della sua Cappella, la quale sarebbe stata distrutta nonostante le sue promesse personali al Metropolita del Litorale della Chiesa ortodossa serba che nessuna mossa del genere sarebbe stata presa finché fosse stato in vita. Questa mossa fu trovata particolarmente controversa dagli elementi filo-serbi in Montenegro, poiché la Cappella di Njegoš era vista come un simbolo del Mondo Serbo in Montenegro: secondo loro, simboleggiava l'amicizia serbo-montenegrina e le comuni origini etniche ed era il simbolo nazionale supremo del Montenegro e dei montenegrini, raffigurato sull'emblema ufficiale del Montenegro. Alla fine, Milatović prese un accordo con la SPC affinché potesse tenere il servizio commemorativo nel nuovo museo.
Il 31 gennaio 1981, in una sessione speciale della Commissione della Presidenza del Comitato Centrale della Lega dei Comunisti del Montenegro, espose il suo lungo lavoro, denominato un'"iniziativa strategica". A differenza del suo predecessore che guidò il partito comunista in Montenegro, Blažo Jovanović, Milatović non considerava i montenegrini come serbi. Nella sua tesi, spiegò come negli ultimi 100 anni ci fosse stato un costante indottrinamento dei montenegrini sul fatto che fossero serbi, derivante dall'ideologia filo-serba sconfitta con la capitolazione dell'esercito jugoslavo in patria, durante e dopo la seconda guerra mondiale. Sostenne che la storia montenegrina fosse piena di false credenze e che fosse necessaria una correzione critica di massa. L'accoglienza della sua proposta fu in parte criticata, poiché, dai tempi della seconda guerra mondiale, una parte dei partigiani considerava i montenegrini come un gruppo etnico serbo.
Nel 1984, si dimise da ogni incarico e visse in pensione per i successivi anni. Morì il 19 ottobre 2004 a Castelnuovo.